# 利默里克 (緬因州)
利默里克（英語：Limerick）是一個位於美國緬因州約克縣的鎮。

## 人口
根據2020年美國人口普查的數據，利默里克的面積為73.17平方千米，當中陸地面積為70.29平方千米，而水域面積為2.87平方千米。當地共有人口3188人，而人口密度為每平方千米44人。